# Station Barcelona França
Station Barcelona França (Catalaans: Estació de França, Spaans: Estación de Francia, letterlijk "Frankrijkstation") is een belangrijk spoorwegstation in Barcelona.
Estació de França is het op een na drukste spoorwegstation van de stad na Barcelona-Sants wat betreft reizigersaantallen voor regionale en langeafstandstreinen.

## Historie en architectuur

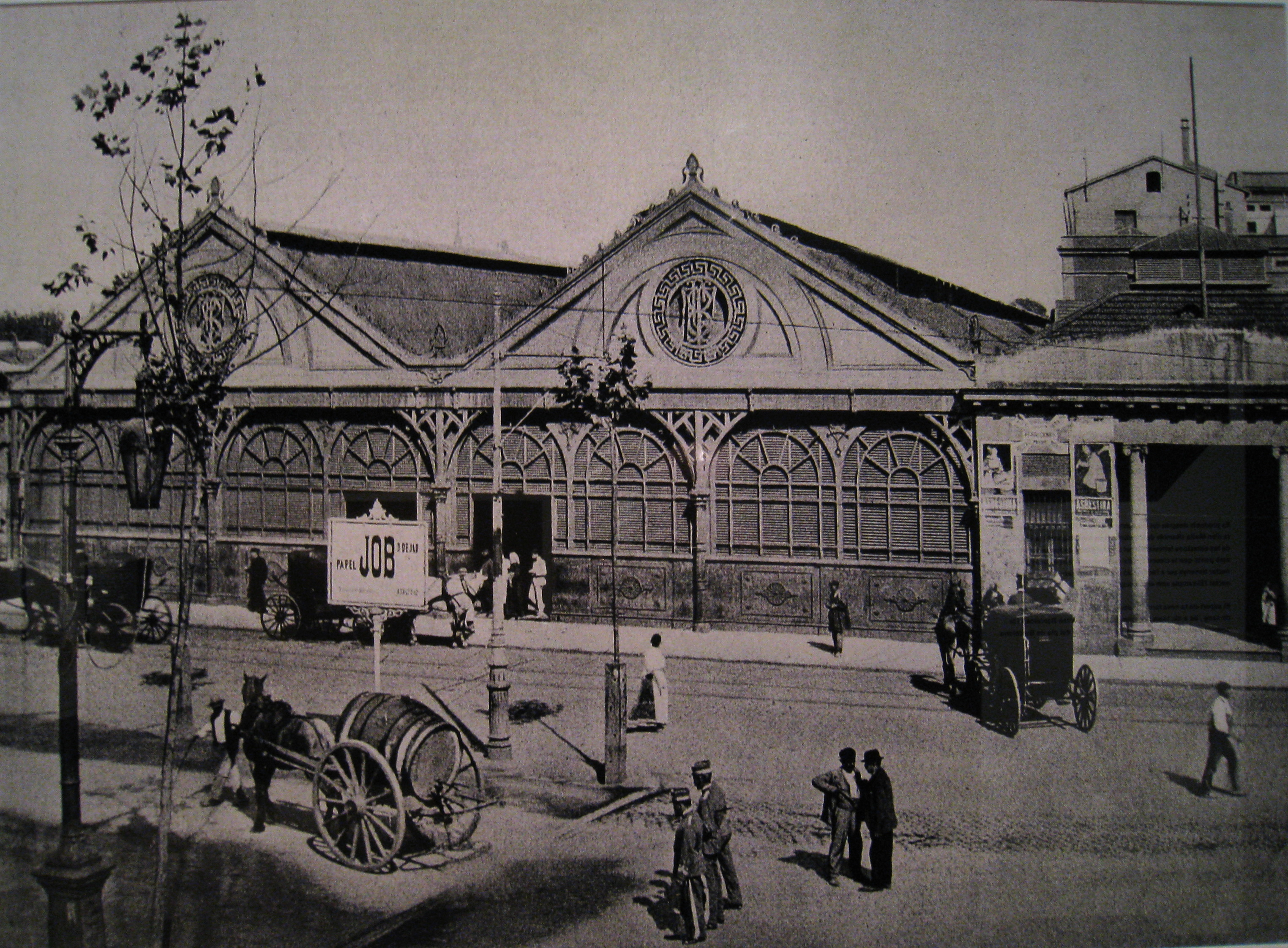
De voorgevel in 1855
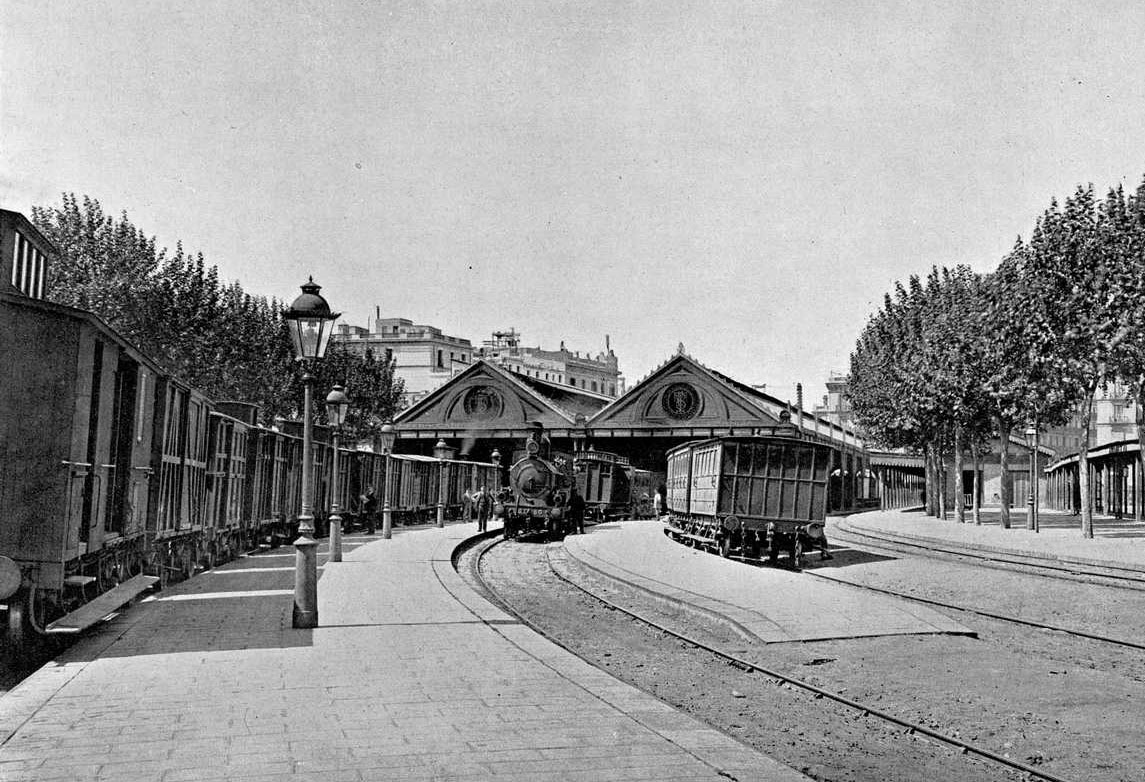
Sporen en perrons in de 19e eeuw

Het eerste station dat hier gebouwd werd dateert uit de 19e eeuw en was toen het eindstation voor treinen uit Frankrijk (wat de naam dus verklaart), maar er waren ook lijnen naar Noord- en Oost-Catalonië en naar de Costa Brava.
Het stationsgebouw werd verbouwd en opnieuw geopend voor de wereldtentoonstelling van 1929. De twee monumentale gebouwen die samen het station vormen zijn naar Frans voorbeeld ontworpen door architect Pedro Muguruza en geopend door Alfons XIII van Spanje. De sporen zijn omgeven door een soort 'U'. De afmetingen samenvattend is het station 29 meter hoog en 195 meter lang.
Het station wordt algemeen gezien als het mooiste van de stad. Dit wordt ingegeven door de ingetogen mix van klassieke en moderne stijlen, compleet met decoratie in marmer, brons en kristal en Catalaans-modernistische en art-deco-motieven. Vanaf de jaren 80 is het station een van de weinige die nog geheel bovengronds is. Alle andere stations van Barcelona liggen geheel of gedeeltelijk ondergronds.
Een deel van het originele gebouw behoort tot de Universiteit Pompeu Fabra als "façadegebouw".

## Lijnen

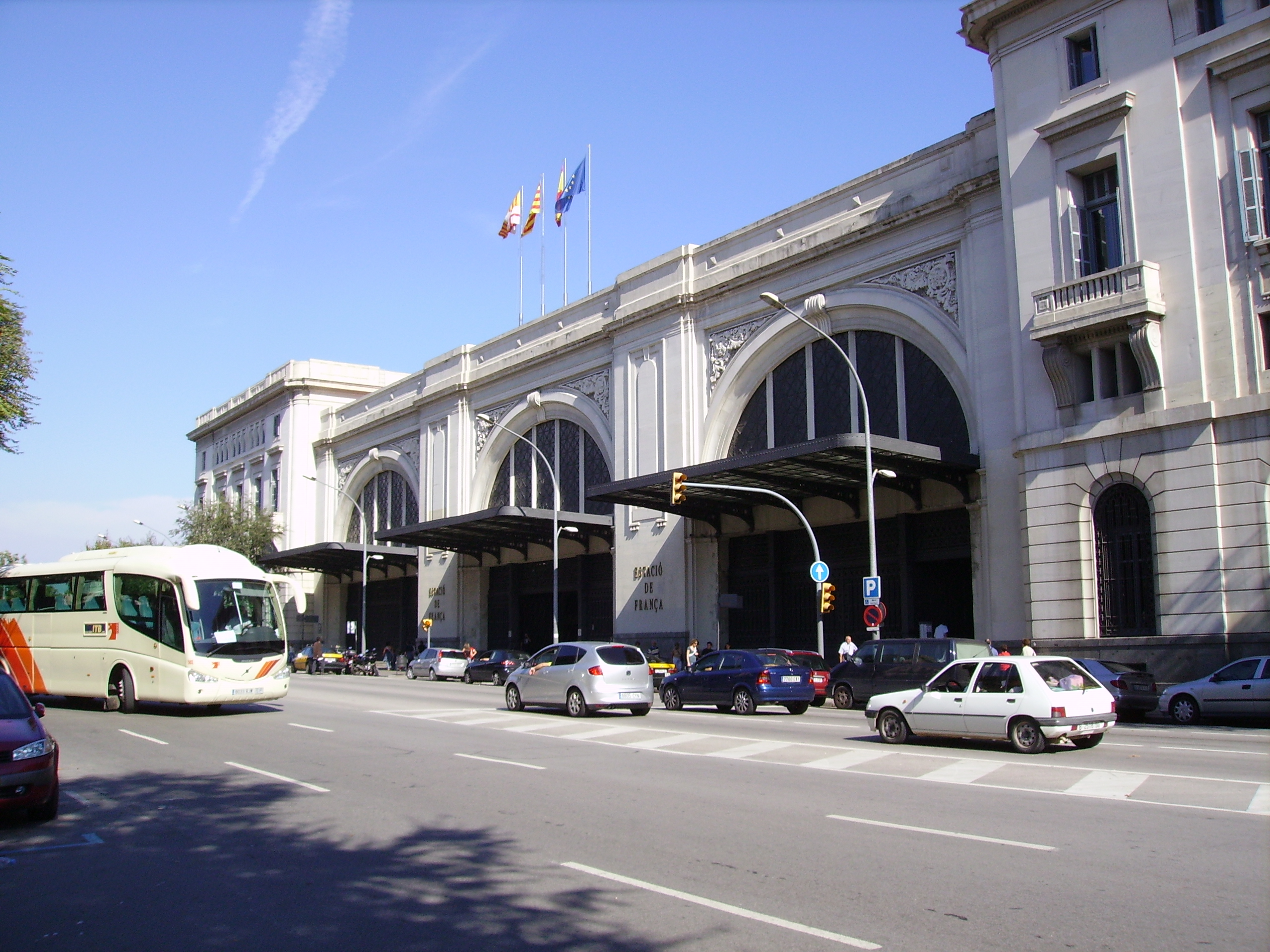
Gevel
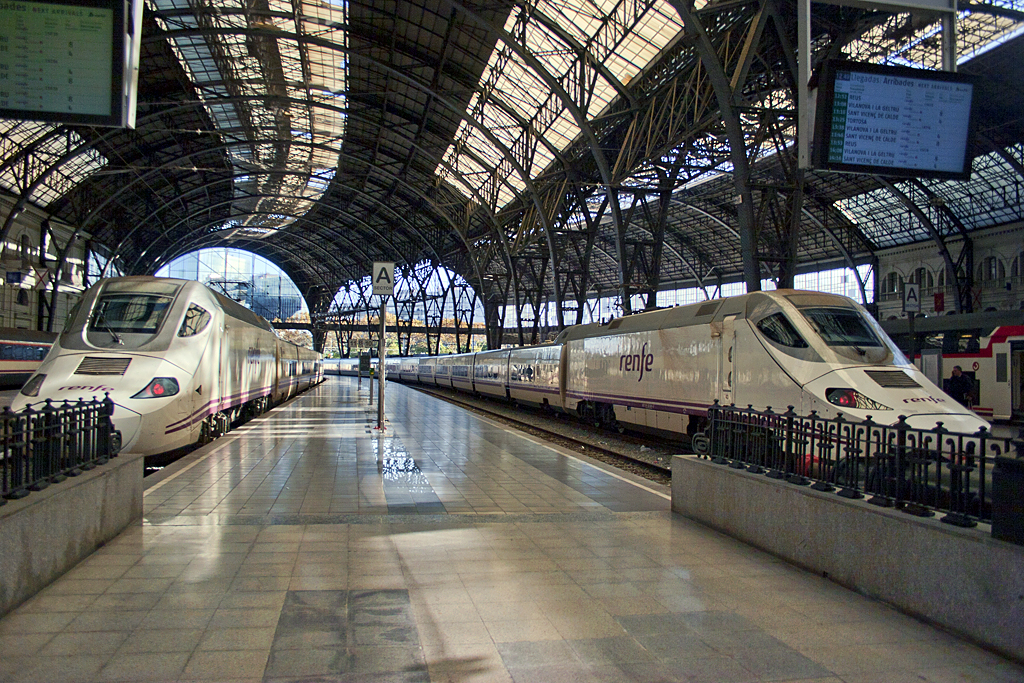
Enkele perrons

Het station heeft 12 sporen en 7 perrons. Het is het eindpunt van een aantal RENFE-lijnen:
- Rodalies Barcelona: R10 - de trein om het half uur naar de luchthaven Barcelona-El Prat via het centrum van Barcelona (Passeig de Gràcia en Sants),
- Middellange afstand: Ca1, Ca3, Ca4, Ca6
- Arco-treinen naar Valencia.

Het station was het eindpunt van internationale lijnen zoals de nachttrein Trenhotel naar Frankrijk (tot aan Parijs), Zwitserland en Italië). Bovendien wordt het station vaak gebruikt als uitwijkplaats als andere delen van het spoornetwerk onderhouden worden. Zo kreeg het gedurende de winter van 2008, tijdens werkzaamheden aan de Arago-tunnel, een grote hoeveelheid ritten van andere lijnen te verwerken.

## Locatie en de metro van Barcelona
Het station ligt aan de oostzijde van de stad, tussen de haven en de dierentuin. Hoewel het geen eigen metrostation heeft is het makkelijk te bereiken. Lijn 10 van de korte afstandstrein Rodalies rijdt rechtstreeks vanaf het centrum (Sants and Passeig de Gràcia).